# Besoin d'attention
Le besoin d'attention (ou recherche d'attention) est un comportement vis-à-vis d'autrui. Si rechercher l'attention est socialement acceptable dans certaines situations, lorsqu'un tel comportement devient inapproprié ou excessif cela peut conduire à des difficultés  et mettre en évidence un problème pathologique. 

## Différents contextes et pathologies
- Syndrome de Münchhausen
- Syndrome de Münchhausen par procuration
- Trouble du déficit de l'attention
- Troubles de la personnalité, un grand degré de besoin d'attention chez les adultes, en particulier, trouble de la personnalité histrionique ; mais il peut être associé au trouble de la personnalité narcissique ou trouble de la personnalité borderline[3].